# Ликуричу (Телеорман)
Ликуричу (рум. Licuriciu) насеље је у Румунији у округу Телеорман у општини Калинешти. Oпштина се налази на надморској висини од 82 m.

## Становништво
Према подацима из 2002. године у насељу је живело 739 становника, од којих су сви румунске националности.